# Рай (филм)
„Рай“ (на английски: Paradise) е американски драматичен филм от 1991 г., написан и режисиран от Мери Агнес Донахю, а музиката е композирана от Дейвид Нюман, и е римейк на френския филм „Le Grand Chemin“ от Жан-Луп Хъбърт. Във филма участват Мелани Грифит, Дон Джонсън, Илайджа Ууд и Тора Бърч.